# Walter Devereux, 1:e earl av Essex
Walter Devereux, 1:e earl av Essex, född omkring 1541, död hösten 1576 i Dublin, var en engelsk hovman och militär, far till Robert Devereux, 2:e earl av Essex.

## Biografi
Devereux kom vid unga år till drottning Elisabets hov, gifte sig omkring 1561 med  Lettice Knollys och upphöjdes 1572 till earl av Essex. 
År 1573 åtog han sig det äventyrliga uppdraget att på egen bekostnad kuva och kolonisera den irländska provinsen Ulster, där keltiska hövdingar av släkten O'Neill härskade. 
Essex härnadståg fördes med växlande framgång, men medförde ingen varaktig framgång. År 1574 lät han fängsla och avrätta hövdingen Brian Mac Phelim. Följande år återkallades han på drottningens befallning. Under sitt återtåg från Ulster genomförde han grymma härjningar. 
Senare studier har dementerat rykten som påstått att hans snart död, som inträffade snart efter hans återkomst skulle ha berott på förgiftning, anstiftat av drottningens gunstling, earlen av Leicester.